# Трисульфид дииттрия
Трисульфид дииттрия — бинарное неорганическое соединение металла иттрия и серы с формулой Y2S3, жёлтые кристаллы, нерастворимые в воде.

## Получение
- Действие паров серы на металлический иттрий:

{\displaystyle {\mathsf {2Y+3S\ {\xrightarrow {600-700^{o}C}}\ Y_{2}S_{3}}}}
- Действие сероводорода или сероуглерода на оксид иттрия:

{\displaystyle {\mathsf {Y_{2}O_{3}+3H_{2}S\ {\xrightarrow {1050-1200^{o}C}}\ Y_{2}S_{3}+3H_{2}O}}}
{\displaystyle {\mathsf {2Y_{2}O_{3}+3CS_{2}\ {\xrightarrow {T}}\ 2Y_{2}S_{3}+3CO_{2}}}}
- Восстановление сульфата иттрия углеродом или сероводородом:

{\displaystyle {\mathsf {Y_{2}(SO_{4})_{3}+12C\ {\xrightarrow {T}}\ Y_{2}S_{3}+12CO}}}
{\displaystyle {\mathsf {Y_{2}(SO_{4})_{3}+3H_{2}S\ {\xrightarrow {1450}}\ Y_{2}S_{3}+3H_{2}SO_{4}}}}

## Физические свойства
Трисульфид дииттрия образует жёлтые кристаллы
моноклинной сингонии,
параметры ячейки a = 1,017 нм, b = 0,402 нм, c = 1,747 нм, β = 81,17°, Z = 6.
Не растворяется в холодной воде, реагирует с горячей.

## Химические свойства
- Реагирует с горячей водой:

{\displaystyle {\mathsf {Y_{2}S_{3}+6H_{2}O\ {\xrightarrow {100^{o}C}}\ 2Y(OH)_{3}+3H_{2}S\uparrow }}}
- Реагирует с кислотами:

{\displaystyle {\mathsf {Y_{2}S_{3}+3HCl\ {\xrightarrow {}}\ 2YCl_{3}+3H_{2}S\uparrow }}}
- Окисляется кислородом воздуха при нагревании:

{\displaystyle {\mathsf {2Y_{2}S_{3}+9O_{2}\ {\xrightarrow {>650^{o}C}}\ 2Y_{2}O_{3}+6SO_{2}\uparrow }}}